# Zech-Burkersroda

Stammwappen derer von Burkersroda

Graf von Zech-Burkersroda, eigentlich Zech, sonst von Burckersroda genannt, ist der Name eines thüringischen Grafengeschlechtes, das der Familie derer von Burkersroda entstammt (siehe auch Zech (sächsisches Adelsgeschlecht)).

## Geschichte
Der Amtshauptmann Johann Christian August von Burkersroda (1757–1819) auf Kötzschau wurde von der kinderlosen und verwitweten Geheimrätin Gräfin Louise Christiane Dorothee von Zech, geb. Freiin von Zech, welche eine von Burkersroda aus Kötzschau zur Mutter hatte, adoptiert und mit Genehmigung des Königs Friedrich Wilhelm III. von Preußen vom 18. August 1815 an Kindesstatt angenommen. Mit der Standeserhöhung war die Bedingung verbunden, dass der Amtshauptmann und dessen ehelichen Leibeserben fortan den Namen Grafen und Gräfinnen von Zech sonst von Burckersroda genannt und das gräflich Zechische Wappen kombiniert mit dem Burkersroda’schen führen sollten. Die von Burkersroda kamen dadurch auch in den Besitz von Bündorf, Benndorf und Geusa.
1840 erwarben die Zech-Burkersroda die Herrschaft Goseck, später noch dessen Nachbargut Eulau sowie das Rittergut Börln bei Riesa, wo sie das ab 1617 als kurfürstliches Jagdschloss erbaute Schloss Börln umbauten. Des Weiteren erwarben die Zech-Burkersroda die Güter Diehsa und Quitzdorf in der Oberlausitz.

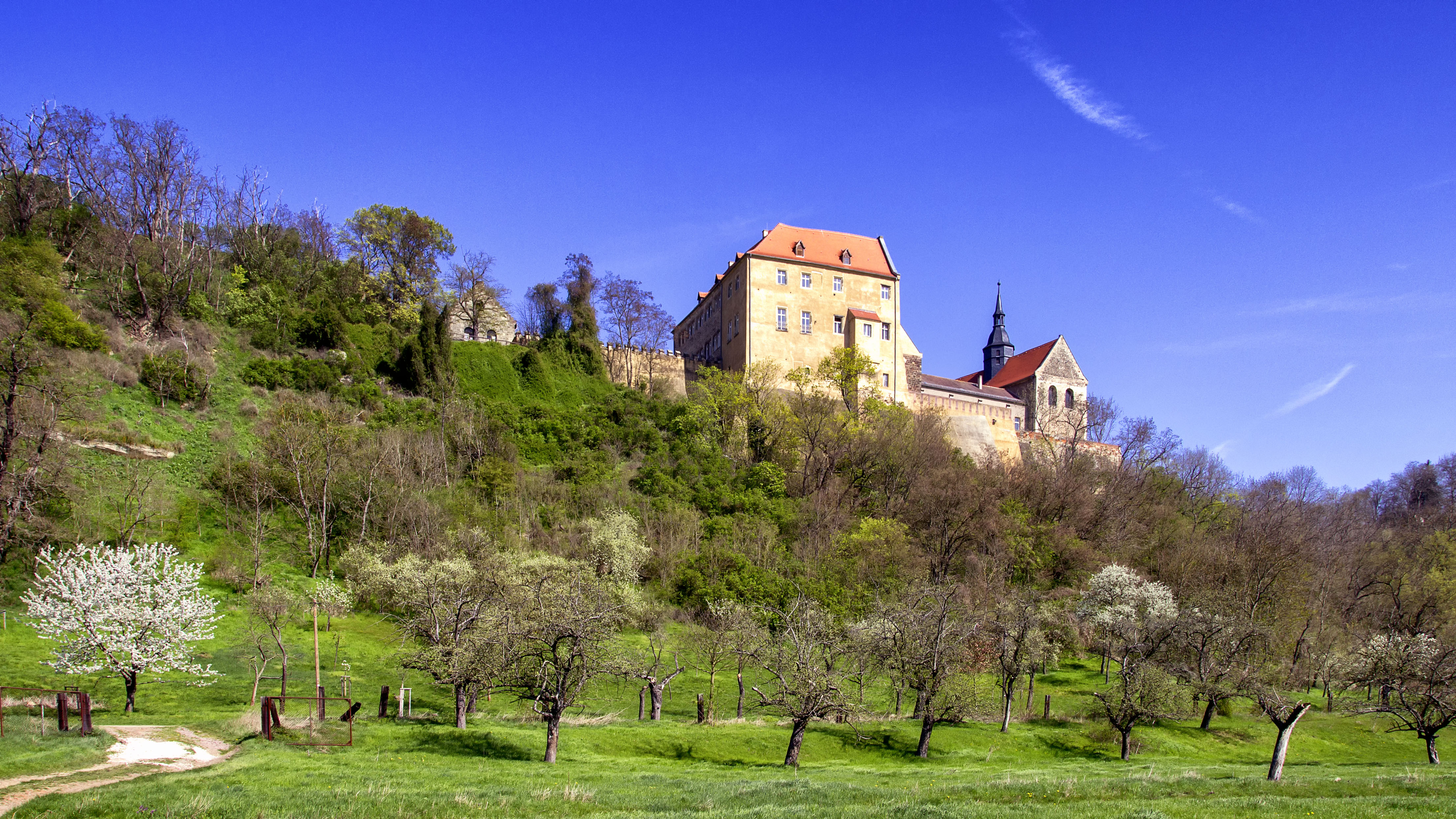
Schloss Goseck
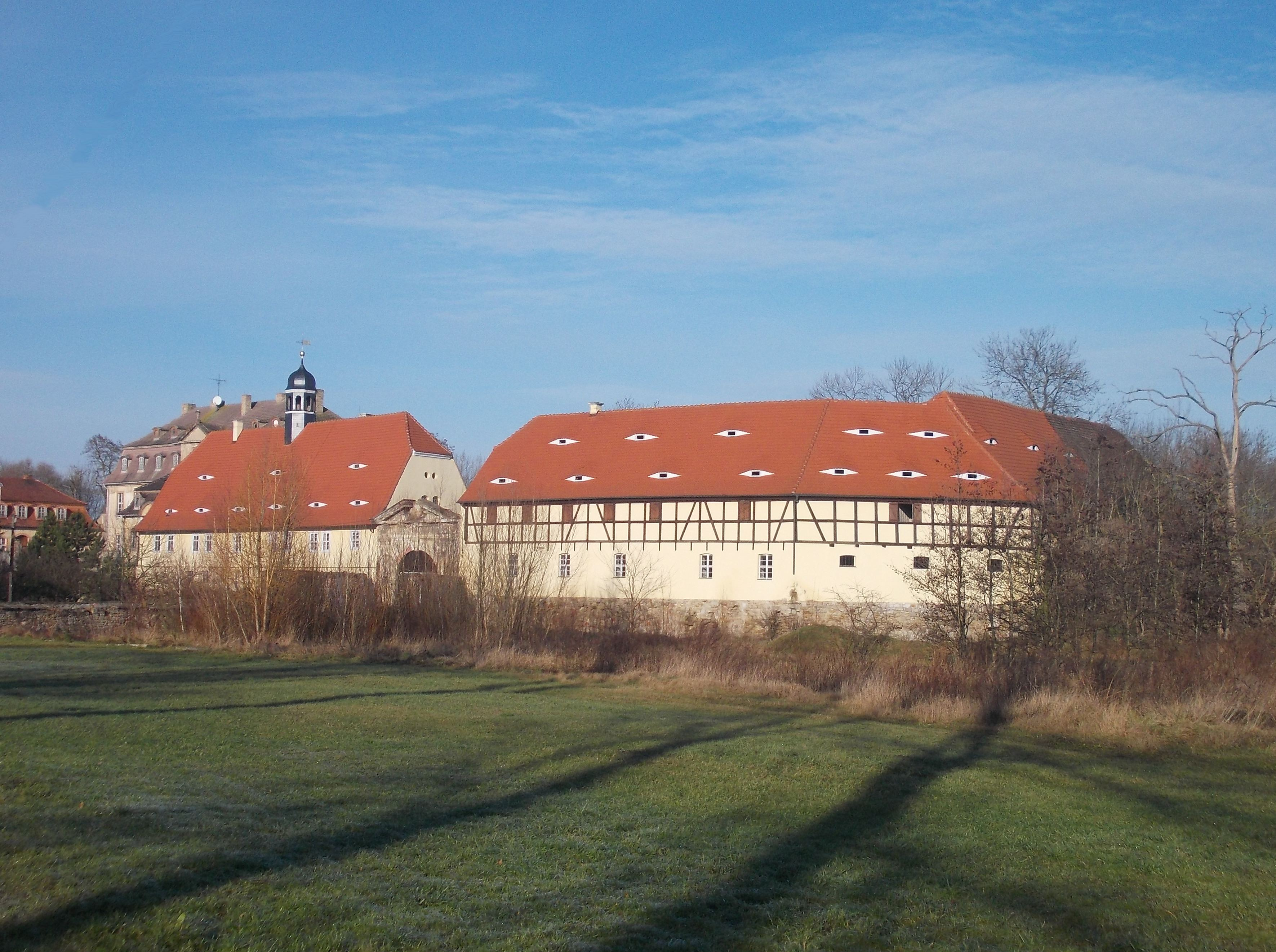
Schloss Bündorf
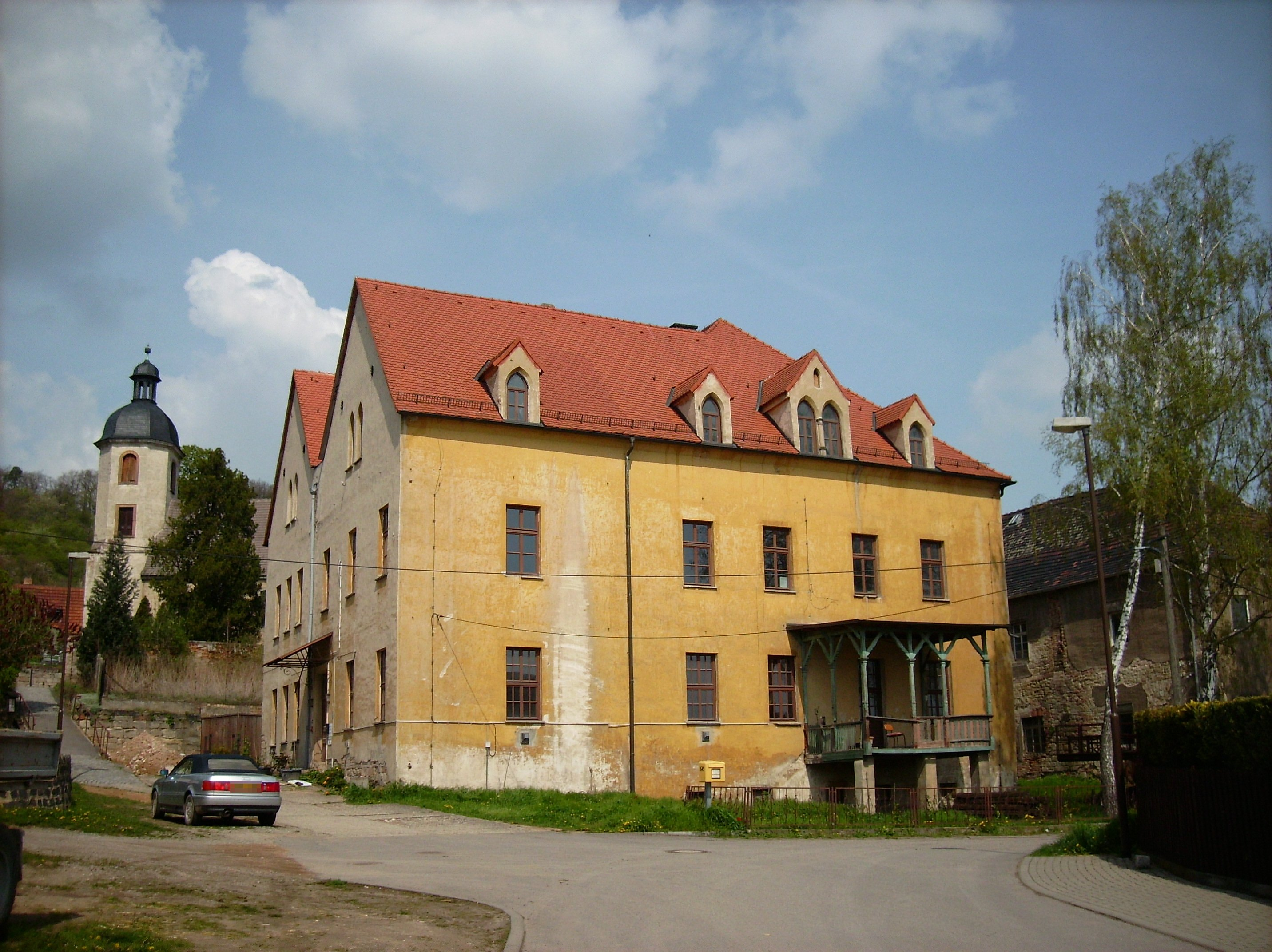
Schloss Eulau
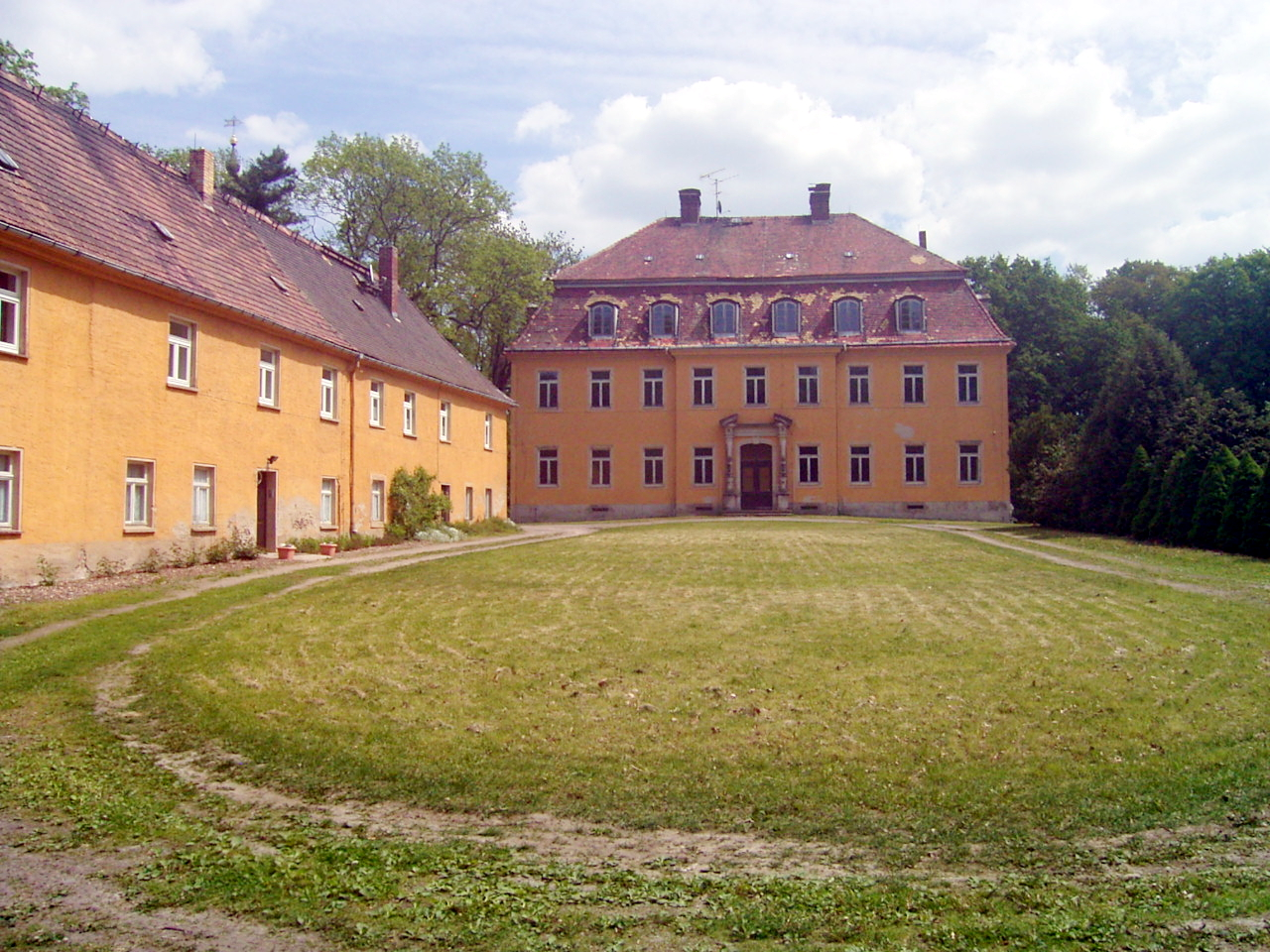
Schloss Börln
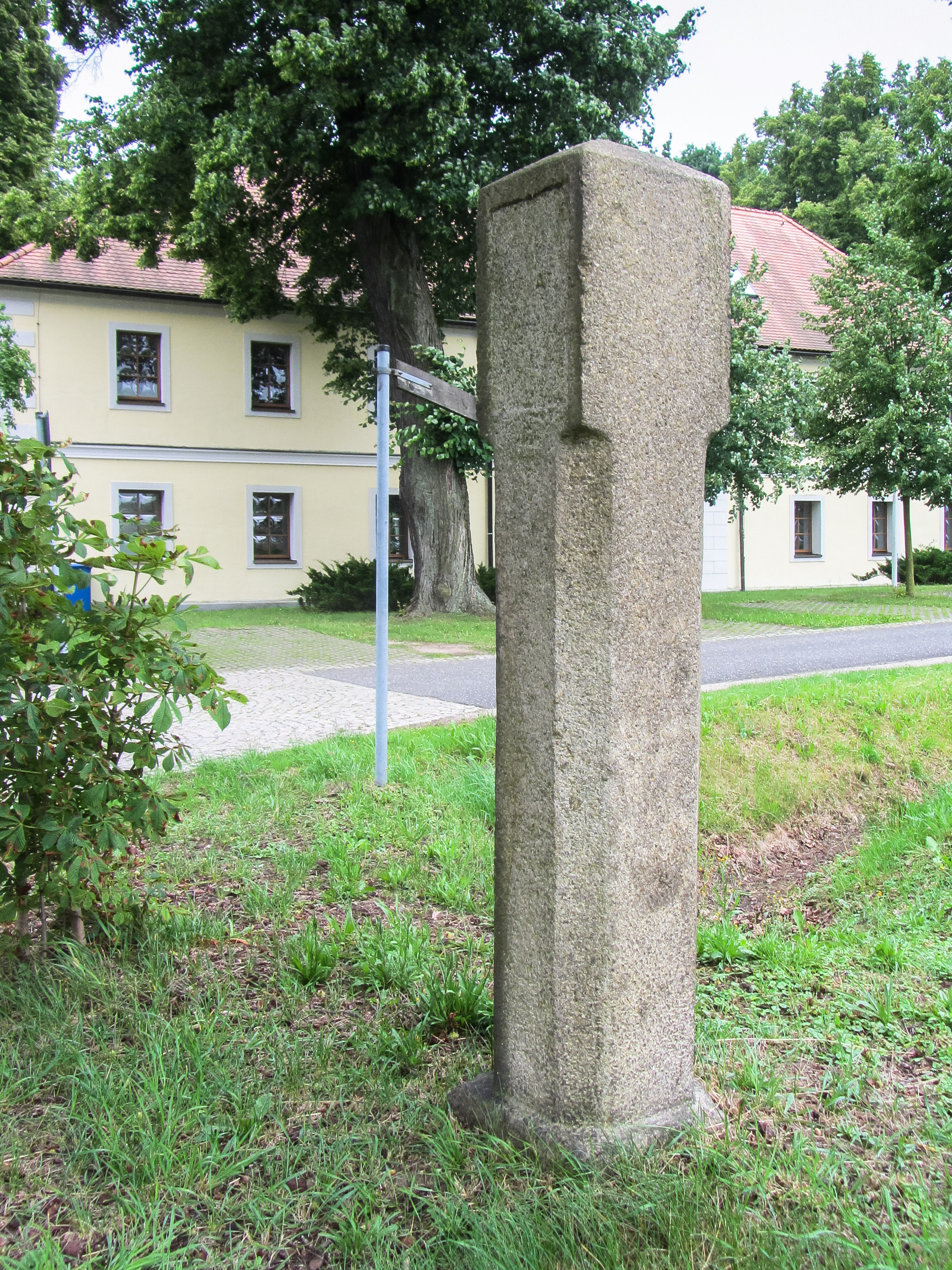
Diehsa

## Linien und Persönlichkeiten

### Stammlinie (Bündorf, Goseck u.a.)

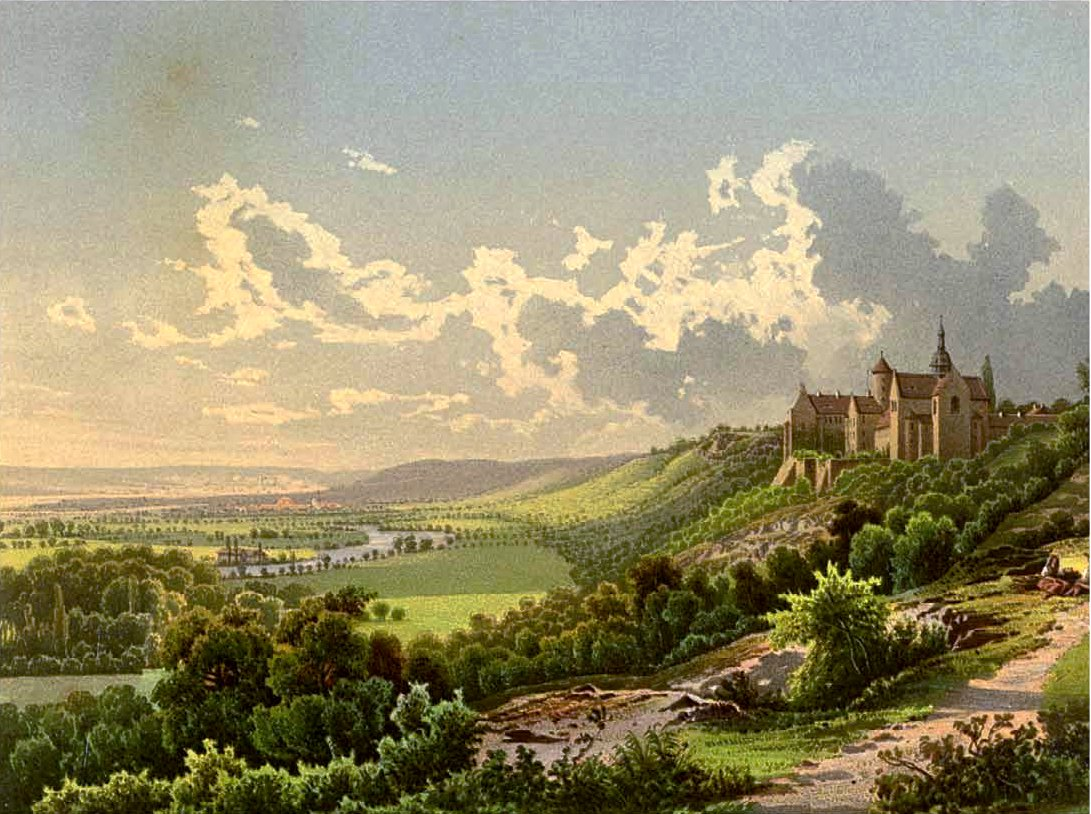
Schloss Goseck 1857/58 in der Sammlung Alexander Duncker

1. Johann Christian August von Burkersroda (* 1757 Merseburg, † 1819 Minden), Erbe von Kötschau, Bündorf, Benndorf und Geusa, ⚭ mit Henriette Wilhelmine von der Mosel (1765–1832), 1815 in den preußischen Grafenstand von Zech-Burkersroda erhoben
2. Julius Graf von Zech-Burkersroda (1805 Weißenfels, † 1872 Bündorf) ⚭ in 1. Ehe mit Augustine Margarethe von Haeseler (1809–1845), gesch. 1841. Er erwarb 1838 Schloss Börln und 1840 die Herrschaft Goseck.
3. Julius Ludwig August Graf von Zech-Burkersroda (* 1835 Benndorf, † 1876 Naumburg), Erbe von Goseck, Bündorf u. a., Doktor ⚭ Elisabeth Franziska von Gersdorff (1846–1929)
4. Georg Julius Christian Graf von Zech-Burkersroda (* 1872), auf Goseck[1]
5. Ludwig Rudolf Graf von Zech-Burkersroda (* 1873 Goseck, † 1946 Naumburg), Erbe von Goseck und Bündorf u. a., 1945 enteignet, ⚭ Rosalie Agnes Gertrud von Reinersdorff-Paczensky und Tenczin (1883–1969)
6. Georg Julius Rudolf Graf von Zech-Burkersroda (* 1905 Goseck, † 1945 Speziallager Torgau) ⚭ Margarethe von der Borch (1914–1997)
7. Georg Graf von Zech-Burkersroda (* 1938 Goseck), Unternehmer, Domherr und Dechant der Vereinigten Domstifter Merseburg und Naumburg und des Kollegialstiftes Zeitz

### Linie Friedrich Ludwig (Börln u.a.)
1. Friedrich Ludwig Graf von Zech-Burkersroda (1853 Bündorf, † 1927 Börln), Sohn aus der 2. Ehe von Julius Graf von Zech-Burkersroda mit Thekla Marie Anna Gräfin von Krosigk, Erbe Schloss Börlns, ⚭ Margarethe Caroline Therese Eugenie von Lüttichau (1861–1931)
2. Ernst Lothar Julius Graf von Zech-Burkersroda (* 1885 Dresden, † 1946 Speziallager Bautzen), Erbe Schloss Börlns, promovierter Jurist und Diplomat, 1945 enteignet ⚭ Isa von Bethmann-Hollweg (1894–1967), Tochter des ehemaligen Reichskanzlers Theodor von Bethmann-Hollweg
3. Wilhelm Friedrich Graf von Zech-Burkersroda (* 1916 Berlin, † 1938 Davos an Tuberkulose)[2]

## Wappen

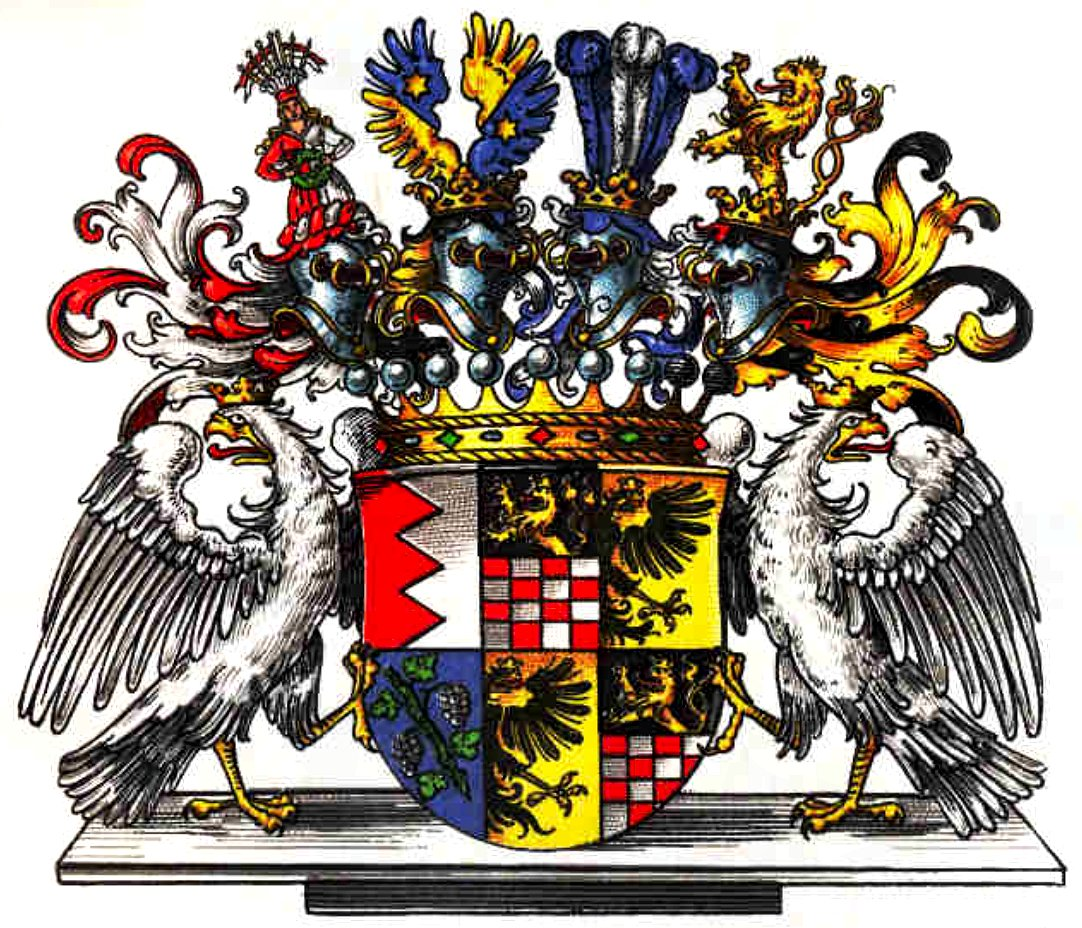
Wappen der Grafen von Zech-Burkersroda

Blasonierung: Geteilt und zweimal gespalten (6 Felder). 1 (das Burkersrodaer Stammwappen) in Rot drei silberne Spitzen, 2–6 (das Zechsche Wappen) 2 und 6 geteilt, oben in Schwarz ein goldener wachsender Löwe, unten von Rot und Silber geschacht. 3 und 5 in Gold ein schwarzer halber Adler, 4 in Blau eine Weinranke mit Blättern und Trauben.